# 長谷川光司
長谷川光司，日本漫畫家。

## 作品列表
連載中
- 我拯救太多女主角引發了世界末日！？（原作：なめこ印）

連載結束
- フジアキコ物語 ウルトラマン撮影秘話（特撮エース上連載，角川書店出版，全1冊）
- 天使的尾巴（原作：ワンダーファーム，學習研究社出版，全3冊）
- 流星戰隊Musumet（學習研究社出版，全1冊）
- 魔法少女奈葉A's THE COMICS（原作：都築真紀、ivory，學習研究社出版，全1冊）
  - 魔法少女奈葉StrikerS THE COMICS（原作：都築真紀、ivory，Megami MAGAZINE上連載，學習研究社出版，全2冊）
- アリスの照星（原作：柿沼秀樹，Comic Gum上連載，ワニブックス出版，全4冊）

單行本未收錄
- マブイノコトワリ

## 外部連結
- （日語） 作家名一覧 ｜ 学研出版サイト （页面存档备份，存于）